# 莎拉·弗里斯提
莎拉·弗里斯提（Sara Forestier、1986年10月4日—）是一位法國電影演員。

## 生平
2005年，莎拉·弗里斯提以《愛情躲貓貓》（ L'Esquive）獲得凱薩獎最有前途女演員獎，並因此成名。莎拉·弗里斯提在2011年以《以愛之名》（Le Nom de gens）獲得凱薩獎最佳女主角獎。

## 作品
- 2003年：《愛情躲貓貓》 （Games of Love and Chance）
- 2005年：《挑逗性高潮》 （How much do you love me）
- 2006年：《香水》 （The Story of a Murderer）
- 2009年：《意外搶案》（ Wild Grass）
- 2010年：《為妳彈琴》 （A Heroic Life：Gainsbourg）
- 2012年：《巴黎黑夜》 （Paris By Night）
- 2013年：《美麗失敗者》 （Suzanne）
- 2013年：《愛情戰場》 （Love Battles）
- 2017年: 《我愛愛愛你》

## 外部連結
- Sara Forestier在互联网电影资料库（IMDb）上的資料（英文）
- Interview in FR2DAY about The Names of Love (Le Nom des gens)